# Sulejman Smajić
Sulejman Smajić (Jajce, 13 agosto 1984) è un ex calciatore bosniaco, di ruolo centrocampista.

## Carriera

### Club
Smajic ha iniziato la sua carriera nelle giovanili dello Zrinjski Mostar. Nel 2004 passò nella squadra maggiore dove nello stesso anno vinse il campionato bosniaco. Nel 2008 passa alla squadra belga dell'FCV Dender e dopo un anno nella KSC Lokeren. Nel 2011 ritorna nel suo paese per giocare nello Željezničar Sarajevo dove vince il titolo nazionale e la coppa nazionale. Nel 2013 giocherà nell'Olimpik Sarajevo.

### Nazionale
Ha debuttato nella Nazionale Under-21 bosniaca nel 2004, il 7 ottobre 2006 debutta nella nazionale maggiore contro la moldavia, gara valida per la qualificazione agli europei 2008.